# Cuminum sudanense
Cuminum sudanense är en flockblommig växtart som beskrevs av H.Wolff. Cuminum sudanense ingår i släktet spiskumminsläktet, och familjen flockblommiga växter. Inga underarter finns listade i Catalogue of Life.